# Gente (programa de televisión)
Gente fue un programa de Televisión Española, dirigido por Alicia Fernández Santolaya, emitido desde el 16 de octubre de 1995 hasta el 9 de septiembre de 2011, que se emitía de lunes a viernes de 20:00 a 21:00 horas en RTVE.

## Formato
La estructura del programa se basaba en el avance de una noticia por la presentadora, seguido de un pequeño reportaje de no más de cinco minutos sobre el asunto en cuestión.
En un principio, el programa contaba con dos partes diferenciadas. En la primera media hora se hacía un repaso de la crónica de sucesos del día y en la segunda media hora se mostraba la actualidad social. En la última etapa del programa, hablaba y mostraba además de sucesos, la vida de la gente así como sus costumbres cotidianas prescindiendo en la mayoría de veces de las noticias relacionadas con el mundo del corazón.

## Presentación
Comenzó siendo presentado por Samuel Martín Mateos hasta finales de 1995, Pepa Bueno de 1996 hasta 2004 y Jose Toledo de 1995 hasta julio de 2000.
María José Molina, desde septiembre de 2004, y la modelo y actriz catalana Sonia Ferrer, desde julio de 2000, copresentaron este espacio de sucesos y crónica social.
A partir del 25 de agosto de 2008 fue María Avizanda quien se hizo cargo del programa hasta su final.
A lo largo de los años, el programa en periodos vacacionales, ha sido presentado por numerosas caras de TVE como Yolanda Vázquez (1998-2000), Alicia Santolaya (2004), Gema Balbas (2005), Raquel Martínez (2007) , Lara Siscar (2009-2010) o Elena S. Sánchez (2011).

## Curiosidades
El programa comenzó en 1995 con el nombre de «Gente en cartelera» dedicado al mundo del cine y en enero de 1996 paso a emitirse en directo desde los Estudios Buñuel.  Acortó su nombre quedándose solo con el título de «Gente» e incluyendo en su contenido los espectáculos, la crónica social y los sucesos acontecidos en el país día tras día. El programa acumuló 3.860 emisiones, como se dio a conocer en el último reportaje del programa especial de despedida, el 9 de septiembre de 2011.
Es uno de los pocos espacios que se han emitido en los tres estudios más importantes de RTVE: 
Estudios Buñuel (1995-1997), Torrespaña (1998-2008) y el Estudio 1 de Prado del Rey (2008-2011)